# The Mission (pel·lícula de 1999)
The Mission  (鎗火, jyutping: Coeng1 Fo2, lit. Tret de pistola) és una pel·lícula d'acció de Hong Kong del 1999 produïda i dirigida per Johnnie To, i protagonitzada per Anthony Wong, Francis Ng, Jackie Lui, Lam Suet i Simon Yam.

## Argument
El cap de la Tríada, Lung, sobreviu a un intent d'assassinat en un restaurant, però un dels seus homes mort durant l'atac. El restaurant és propietat de "Fat Cheung", un subcap de la tríada de Lung.
Per garantir la seva seguretat, la mà dreta i germà de Lung, en Frank ha contractat cinc guardaespatlles perquè es mantinguin a prop del seu cap les 24 hores del dia; Curtis, el veterà jubilat de la tríada que porta una vida normal com a perruquer, James, un solitari i expert en armes de foc dels cinc, Roy, un capo en ascens, el seu subordinat enginyós Shin, i Mike, un antic proxeneta i un tirador.
Un primer intent d'assassinat en Lung fracassa quan un franctirador ataca els cotxes amb Lung i els seus guardaespatlles des del terrat d'un gratacel. Lung rep un tret, però una armilla antibales evita més danys. Els homes aconsegueixen lluitar contra l'atacant i Curtis decideix marxar als cotxes amb Lung, James, Mike i Shin tot i que en Roy no ha tornat (va abandonar l'escena per perseguir un segon atacant). En Roy torna enfadat en un taxi a casa de Lung i apallissa a Curtis (que no s'hi oposa). L'endemà, Curtis es redimeix matant un criminal que va assetjar la discoteca d'en Roy.
Els cinc guardaespatlles estan lluitant contra dos intents d'assassinat addicionals i segueixen un sicari supervivent fins a l'amagatall dels atacants. Després d'un tiroteig aconsegueixen capturar viu a un dels assassins. Es fa obvi que els atacs van ser contractats per Fat Cheung i en Lung envia el seus secuaç Frank a matar-lo. Els guardaespatlles maten el sicari capturat i els cinc homes celebren el final de la seva missió en un restaurant.
Frank lliura cinc sobres amb la paga a Curtis i li diu que va saber d'una aventura entre Shin i l'esposa de Lung. Demana que Shin sigui executat i Curtis li diu que s'encarregarà d'això. Curtis condueix a James, li demana una pistola i organitza una reunió amb Shin al vespre. James avisa en Roy i com que és responsable de Shin com el seu cap, l'enfronta amb l'acusació. Shin confessa haver estat seduït per la Sra. Lung. En Roy li diu a Curtis que no pot permetre que Shin sigui assassinat. Formen el pla perquè Shin s'escapi en un vaixell cap a Taiwan, però finalment descarten el pla, ja que en Frank perseguiria en Roy i la resta d'ells per haver fracassat.
Al vespre, els cinc homes es troben en un restaurant buit per resoldre la situació. James marxa per demanar-li clemència a Lung i per salvar la vida de Shin. Quan arriba a casa de Lung, és testimoni d'un sicari de Lung que mata la infidel Sra. Lung. James s'adona de la desesperança del seu intent i torna al restaurant on es tracta d'un enfrontament mexicà entre els homes. Curtis dispara a Shin, mentre que en Roy buida la seva revista sense agradar-li Curtis. Quan els homes surten del restaurant, Curtis llança una mirada cap a James, revelant així que la mort de Shin (que s'escapa per la porta del darrere) va ser escenificada per a Lung.

## Repartiment
- Anthony Wong com a Curtis
- Francis Ng com a Roy
- Jackie Him com a Shin
- Roy Cheung com a Mike
- Lam Suet com a James
- Simon Yam com a Frank
- Wong Tin Lan com Fat Cheung
- Eddy Ko com a Ko Hung Lung
- Elaine Eca Da Silva com a senyora Lung
- Ai Wai com a inspector Fung
- Paco Yick com a Assassí 1
- Keiji Sato com a Assassí 2

## Producció
Segons To, van rodar la pel·lícula en 18 dies.

## Recepció
The Mission va ser ben rebuda. L'agregador de ressenyes Rotten Tomatoes va informar que el 60% dels crítics han donat a la pel·lícula una ressenyaa positiva basada en 5 crítiques, amb una valoració mitjana de 5,56/10. En una entrevista de 2004 amb el director Johnnie To per al lloc web GreenCine, Sean Axmaker afirma que The Mission és "la millor pel·lícula criminal que ha vingut de Hong Kong en anys. És austera i tranquil·la, bellament composta i tensa, i els personatges són professionals i eficients, posicionant-se per l'eficiència i per comunicar-se i interactuar en silenci mentre estan per feina. De la mateixa manera, una visió general del treball de To que precedeix una entrevista per a la revista  Cineaste es refereix a la pel·lícula com "l'obra mestra de To" i "una pel·lícula de gàngsters dissenyada, rodada i editada de manera brillant".
El 2014, Time Out va enquestar a diversos crítics de cinema, directors, actors i actors d'acrobàcies per enumerar les seves millors pel·lícules d'acció. The Mission figurava al lloc 86 d'aquesta llista.

## Premis i nominacions
| Premis i nominacions                                       | Premis i nominacions                       | Premis i nominacions | Premis i nominacions |
| Cerimònia                                                  | Categoria                                  | Receptor             | Resultat             |
| ---------------------------------------------------------- | ------------------------------------------ | -------------------- | -------------------- |
| 37ns Premis de Cinema Cavall d'Or                          | Millor pel·lícula                          | The Mission          | Nominat              |
| 37ns Premis de Cinema Cavall d'Or                          | Millor Director                            | Johnnie To           | Guanyador            |
| 37ns Premis de Cinema Cavall d'Or                          | Millor actor                               | Francis Ng           | Guanyador            |
| 37ns Premis de Cinema Cavall d'Or                          | Millor actor secundari                     | Lam Suet             | Nominat              |
| 19ns Premis de Cinema de Hong Kong                         | Millor pel·lícula                          | The Mission          | Nominat              |
| 19ns Premis de Cinema de Hong Kong                         | Millor director                            | Johnnie To           | Plantilla:Va guanyar |
| 19ns Premis de Cinema de Hong Kong                         | Millor actor secundari                     | Lam Suet             | Nominat              |
| 19ns Premis de Cinema de Hong Kong                         | Millor coreografia d'acció                 | Cheng Ka-sang        | Nominat              |
| 19ns Premis de Cinema de Hong Kong                         | Millor muntatge cinematogràfic             | Chan Chi-wai         | Nominat              |
| 19ns Premis de Cinema de Hong Kong                         | Millor banda sonora de pel·lícula original | Chung Chi-ala        | Nominat              |
| 6è Premis de la Societat de Crítics de Cinema de Hong Kong | Millor pel·lícula                          | The Mission          | Guanyador            |
| 6è Premis de la Societat de Crítics de Cinema de Hong Kong | Millor director                            | Johnnie To           | Guanyador            |
| 5th Golden Bauhinia Awards                                 | Millor pel·lícula                          | The Mission          | Guanyador            |
| 5th Golden Bauhinia Awards                                 | Millor director                            | Johnnie To           | Guanyador            |
| 5th Golden Bauhinia Awards                                 | Millor actor secundari                     | Roy Cheung           | Guanyador            |
| 5th Golden Bauhinia Awards                                 | Millor fotografia                          | Cheng Siu-Keung      | Guanyador            |
| 5th Golden Bauhinia Awards                                 | Top Ten pel·lícules en xinès               | The Mission          | Guanyador            |
| HKSAR 10th Anniversary Film Awards                         | Millor pel·lícula                          | The Mission          | Nominat              |
| HKSAR 10th Anniversary Film Awards                         | Millor director                            | Johnnie To           | Guanyador            |
| 1rs Chinese Film Media Awards                              | Millor guió                                | Yau Nai-hoi          | Guanyador            |